# Órgano de la Iglesia de San Patricio
El órgano de la Iglesia de San Patricio es un instrumento fabricado por la firma alemana Steinmeyer emplazado en 1932 en el citado templo ubicado en la ciudad de Mercedes en la provincia de Buenos Aires, Argentina, se trata de uno de los órganos más grandes de América del Sur con 4700 tubos agrupados en 82 rangos y 63 registros. Posee cuatro manuales y pedalera, además tiene un carillón de 24 campanas. Por cantidad de registros, es el segundo órgano más grande del país después del órgano de la Basílica del Santisimo Sacramento, y el más grande y único con cuatro manuales de la provincia de Buenos Aires.

## Historia
El organero Francisco Hebing tras un periodo de trabajo en España y luego de volver desde su Alemania natal donde fue jefe montador de la empresa de órganos Steinmeyer, se dirigió a Argentina para instalar en 1932 el órgano de la Iglesia de San Patricio en la ciudad de Mercedes. Concluido su trabajo se radicó en Buenos Aires, Hebing comenzó a trabajar en la construcción de órganos en la Casa Poggi. El costo del órgano fue de 120.000 pesos. Según organistas como Fray S. de Legarda, Julio Perceval y Juan Espinosa Wich, este órgano se trata de uno de los mejores instrumentos del país.
El órgano posee además un pequeño órgano de eco que se maneja desde la misma consola general.

## Características
Posee cuatro manuales y pedalera, y 4700 tubos agrupados en 82 rangos y 63 registros, además tiene un carillón de 24 campanas.

## Disposición
El órgano posee la siguiente disposición:
| I Manual |                 |         |
| 01.      | Principal mayor | 016’    |
| 02.      | Principal       | 08’     |
| 03.      | Quintatón       | 08’     |
| 04.      | Flauta armónica | 08’     |
| 05.      | Viola di Gamba  | 08’     |
| 06.      | Octava          | 08’     |
| 07.      | Tapadillo       | 04’     |
| 08.      | Gemshorn        | 04’     |
| 09.      | Mixtura         | 02’     |
| 010.     | Rauschquinta    | 02 2/3’ |
| 011.     | Corneta de solo | 08’     |
| 012.     | Cornopean       | 016’    |

| 0 | Accesorios                         | 0 |
| 0 | Suboctava II al I                  |   |
| 0 | Superoctava II al I                |   |
| 0 | Suboctava III al I                 |   |
| 0 | III al I                           |   |
| 0 | Superoctava III al I               |   |
| 0 | IV al I                            |   |
| 0 | 2 combinaciones libres para el M I |   |

| II Manual |                     |         |
| 01.       | Principal de flauta | 016’    |
| 02.       | Echobourdun         | 08’     |
| 03.       | Flauta a chimenea   | 08’     |
| 04.       | Flauta dolce        | 08’     |
| 05.       | Salicional          | 08’     |
| 06.       | Vox coelestis       | 08’     |
| 07.       | Flauta de cópula    | 04’     |
| 08.       | Fugara              | 04’     |
| 09.       | Flautino            | 02’     |
| 010.      | Superquinta         | 01 1/3’ |
| 011.      | Mixtura de corneta  | 02 2/3’ |
| 012.      | Krummhorn           | 08’     |
| 013.      | Vox Humana          | 08’     |
| 014.      | Regal               | 04’     |

| 0 | Accesorios                          | 0 |
| 0 | Suboctava al II                     |   |
| 0 | Superoctava al II                   |   |
| 0 | Suboctava III al II                 |   |
| 0 | Unisono III al II                   |   |
| 0 | Trémolo individual para Vox Humana  |   |
| 0 | 2 combinaciones libres para el M II |   |
| 0 | Expresión para Vox Humana           |   |

| III Manual |                    |         |
| 01.        | Bourdon            | 016’    |
| 02.        | Principal de corno | 08’     |
| 03.        | Bourdun amabile    | 08’     |
| 04.        | Flauta de solo     | 08’     |
| 05.        | Unda Maris         | 08’     |
| 06.        | Flauta de punta    | 08’     |
| 07.        | Praestant          | 04’     |
| 08.        | Flauta jubal       | 04’     |
| 09.        | Flauta de block    | 04’     |
| 010.       | Quinta a chimenea  | 02 2/3’ |
| 011.       | Tibia silvestris   | 02’     |
| 012.       | Tercia             | 01 3/5’ |
| 013.       | Acuta              | 01 1/3’ |
| 014.       | Trompeta           | 016’    |
| 015.       | Tuba mirabilis     | 08’     |
| 016.       | Oboe               | 08’     |
| 017.       | Clarinete          | 08’     |

| 0 | Accesorios                           | 0 |
| 0 | Suboctava al III                     |   |
| 0 | Superoctava al III                   |   |
| 0 | 2 combinaciones libres para el M III |   |

| IV Manual |                     |        |
| 1.        | Principal de violín | 8’     |
| 2.        | Bourdun             | 8’     |
| 3.        | Clarabella          | 8’     |
| 4.        | Viola d'amore       | 8’     |
| 5.        | Corno de noche      | 4’     |
| 6.        | Suegela             | 2’     |
| 7.        | Superquinta         | 1 1/3’ |
| 8.        | Sifflöte            | 1’     |

| 0 | Accesorios | 0 |
| 0 | *          |   |

| Pedal |                |         |
| 1     | Sub-Bourdun    | 032’    |
| 2     | Bajo Principal | 016’    |
| 3     | Subbajo        | 016’    |
| 4     | Bajo Amábile   | 016’    |
| 5     | Sub-Bourdun    | 016’    |
| 6     | Violón         | 016’    |
| 7     | Principal      | 08’     |
| 8     | Flauta tapada  | 08’     |
| 9     | Bajo           | 08’     |
| 10    | Octava         | 04’     |
| 11    | Corno de noche | 02’     |
| 12    | Címbala        | 01’     |
| 13    | Tercian        | 03 1/5’ |
| 14    | Bombarda       | 016’    |
| 15    | Trompeta       | 08’     |
| 16    | Clarinete      | 08’     |

| 0 | Accesorios                        | 0 |
| 0 | I al Ped                          |   |
| 0 | II al Ped                         |   |
| 0 | III al Ped                        |   |
| 0 | IV al Ped                         |   |
| 0 | 2 combinaciones libres para pedal |   |
| 0 | Pianopedal automático ( II y III) |   |